# Commercial off-the-shelf
Als commercial off-the-shelf oder auch components-off-the-shelf (englisch für Kommerzielle Produkte aus dem Regal), kurz COTS, werden seriengefertigte Produkte aus dem Elektronik- oder Softwaresektor (vgl. Standardsoftware) bezeichnet, die in großer Stückzahl völlig gleichartig (umgangssprachlich „von der Stange“) aufgebaut und verkauft werden. Dies kann beispielsweise bei Office-Produkten oder Warenwirtschaftssystemen praktiziert werden.

## Verwendung
Dadurch, dass ab Werk keine Anpassungen an die Bedürfnisse des Individualkunden vorgenommen werden, erhofft sich der Nutzer weitgehende Kostenreduzierungen, da hier die Entwicklungskosten nicht vom Auftraggeber alleine, sondern vom Markt getragen werden. Vor allem im Behördenbereich, sowie bei militärischen Anwendungen findet gerade ein weitgehender Umstieg zu COTS statt; beim Militär ganz besonders von eigens entwickelten, robusten Geräten hin zu Lösungen mit Standard-PC-Hardware. Eine ähnliche Entwicklung ist in der Raumfahrt insbesondere bei Satelliten für niedrige Erdumlaufbahnen zu beobachten.
In den letzten Jahren ist es auch beim Aufbau von Computerclustern zu einer diskutablen Alternative geworden, statt speziell gebauter Hardware große Stückzahlen billiger, gleichartiger Off-The-Shelf-Computer zum Einsatz zu bringen. Dabei wird als Betriebssystem häufig Linux benutzt, siehe dazu auch Beowulf (Cluster).

## Abgrenzung
Eine Sonderform des COTS, die zwar aus Serienfertigung zur Verfügung steht, aber immer noch auf die Bedürfnisse des Endkunden angepasst werden kann oder muss, ist MOTS (modifiable off-the-shelf).
Das Gegenteil von COTS sind selbst entwickelte Branchenlösungen, die für einen Individualkunden wie eine Behörde oder eine Firma entwickelt werden. Die englische Bezeichnung für solche Individuallösungen lautet customer furnished items / materials, kurz CFI oder CFM, zu deutsch etwa kundenspezifische Komponenten. Ein Beispiel dafür sind anwendungsspezifische integrierte Schaltungen (application specific integrated circuits – ASICs).

## Belege
1. ↑  U-Jagd Simulator. In: Rheinmetall Defence. Archiviert vom Original (nicht mehr online verfügbar) am 13. Dezember 2014; abgerufen am 17. März 2023.